# Richard Kraut
Richard Kraut (ur. 27 października 1944) – amerykański historyk filozofii starożytnej. Profesor Uniwersytetu w Michigan i 
Princeton. Zajmuje się filozofią Sokratesa, Platona i Arystotelesa. Autor wielu publikacji. W języku polskim wydano Sokrates i państwo nakładem wydawnictwa Teologii Politycznej.

### Książki
- Socrates and the State (Princeton UP: 1984, wyd. pol. Sokrates i państwo, tłum. Michał Filipczuk, Warszawa 2018).
- Aristotle on the Human Good (Princeton UP: 1989).
- Aristotle Politics Books VII and VIII, traduction avec commentaires (Clarendon: 1997).
- Aristotle: Political Philosophy (Oxford UP: 2002).
- What is Good and Why: The Ethics of Well-Being (Harvard UP: 2007).
- How to Read Plato (2008).
- Against Absolute Goodness (Oxford University Press: 2011).

### Artykuły
- Two Conceptions of Happiness, The Philosophical Review 88 (1979), ed., Ethical Theory: Classical and Contemporary Readings, Wadsworth Publishing Co., 1989; also in William H. Shaw, ed., Social and Personal Ethics, Wadsworth Publishing Co., 1993, and in T.I. Irwin, ed., Articles on Greek and Roman Philosophy, Garland Publishing Inc.
- The Defense of Justice in Plato's Republic, in R. Kraut (ed.), The Cambridge Companion to Plato, Cambridge University Press, 1992.
- Return to the Cave: Republic 519-521, In Oxford Readings in Philosophy: Plato: Ethics, Politics, Religion, and the Soul, ed. by Gail Fine, Oxford University Press, 1999.
- Doing Without Morality: Reflections on the Meaning of Dein in Aristotle's Nicomachean Ethics, Oxford Studies in Ancient Philosophy, mai 2006.
- How to Justify Ethical Propositions, in Richard Kraut (ed.), The Blackwell Guide to Aristotle's Nicomachean Ethics, (2006).
- The Examined Life, Sara Ahbel-Rappe & Rachana Kamtekar (eds.), A Companion to Socrates. Blackwell (2006, pp. 228–42).
- An Aesthetic Reading of Aristotle’s Ethics. In Verity Harte and Melissa Lane (eds.), Politeia: Essays in Honour of Malcolm Schofield, Cambridge University Press, 2013.
- Human Diversity and the Nature of Well-Being: Reflections on Sumner’s Methodology, Res Philosophica, vol. 90, juillet 2013.
- “Précis: Against Absolute Goodness” and “Replies to Stroud, Thomson, and Crisp,” Philosophy and Phenomenological Research, Vol. 87, septembre 2013.